# نووی واریاش
نووی واریاش (انگلیسی: Novy Varyash) یک شهرک در شهرستان یانائولسکی استان باشقیرستان کشور روسیه است.